# Лебединое озеро (Ереван)
Лебединое озеро (арм. Կարապի լիճ) — декоративный водоём (бассейн) в центре Еревана, у площади Свободы.
Площадь бассейна составляет 3000 квадратных метров.
Место народных гуляний, проведения развлекательных мероприятий. В зимнее время часть озера используется как каток.

## История

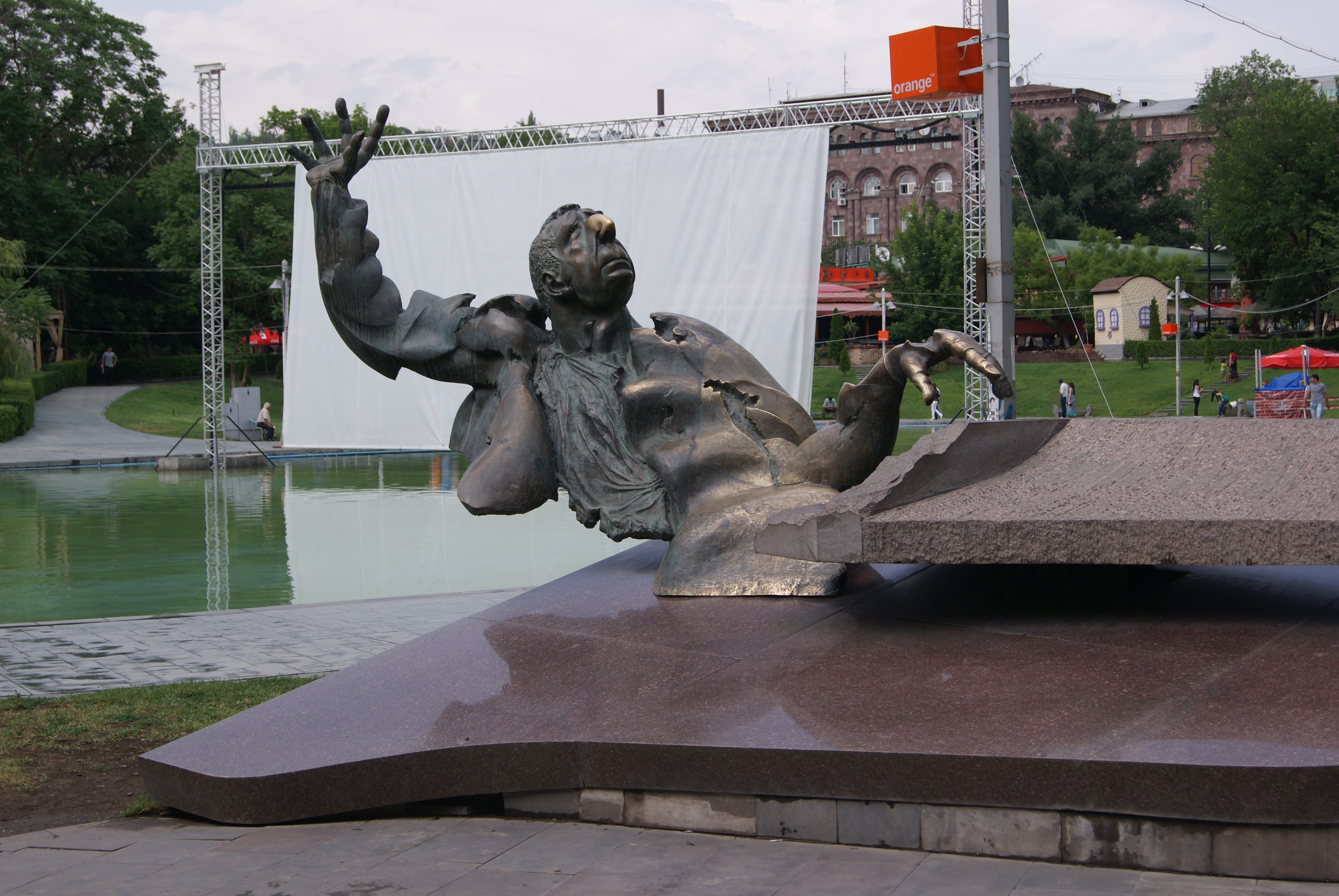
Памятник Арно Бабаджаняну

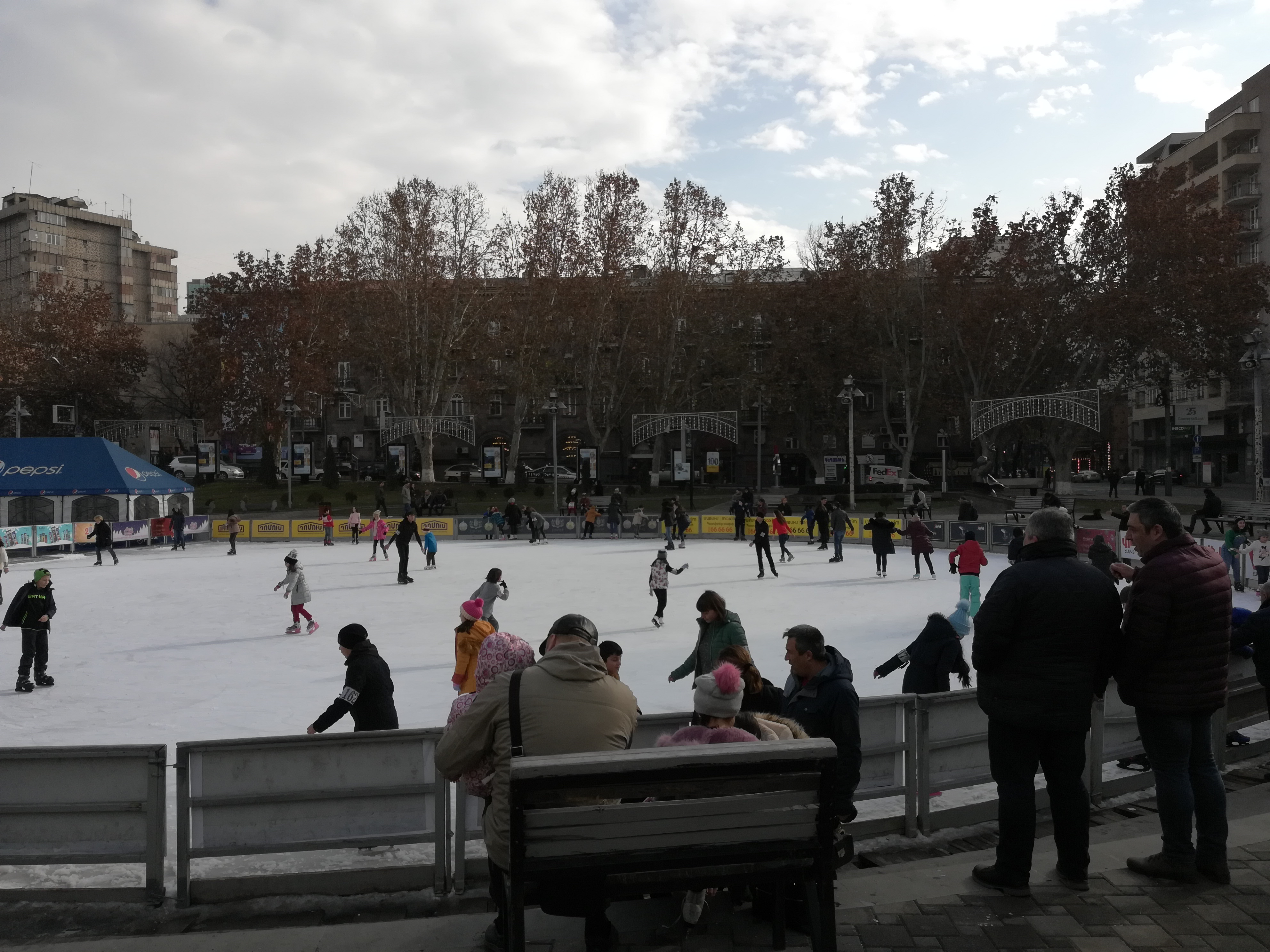
Январь. Каток.

Создано в 1963 году по проекту архитектора Геворга Мушегяна, в процессе реконструкции площади на месте старой жилой застройки. Водоёму была придана форма озера Севан. При этом был сохранён природный рельеф, по берегу было высажено несколько плакучих ив, устроены набережная и декоративное освещение.
Название получило в честь одноимённого балета П. И. Чайковского из-за близости к Театру оперы и балета.
Обитавшие в советские времена в озере чёрные и белые лебеди исчезли в начале 1990-х годов.
В 2003 году на берегу озера установлен памятник композитору Арно Бабаджаняну.
В 2009 году мэр Еревана дал поручение Ереванскому зоопарку восстановить обитание лебедей в озере.

## Фильмография
- «Ереванские эскизы» (1968)
- «Ереванские мечтатели» (1983)